# Federico Grabich
Federico Grabich (Casilda, 26 maart 1990) is een Argentijns zwemmer die is gespecialiseerd in de vrije slag en de rugslag. Hij nam deel aan de Olympische Zomerspelen 2012 in Londen. 

## Biografie
In 2012 nam Grabich deel aan de Olympische Spelen. Grabich eindigde 35e op de 50m vrije slag en 41e op de  100m rugslag.
Op de Pan-Amerikaanse Spelen 2015 in Toronto won Grabich de finale van de 100 meter vrije slag. Tijdens de Wereldkampioenschappen zwemmen 2015 eindigde hij 11e op de 200m vrije slag. Op de 100m vrije slag behaalde Grabich de bronzen medaille. 

## Internationale toernooien
| Jaar | Olympische Spelen                   | WK langebaan                                                            | WK kortebaan                                                                                           | PanPacs                                                                 | Pan-Ams |
| ---- | ----------------------------------- | ----------------------------------------------------------------------- | --- | ----------------------------------------------------------------------- | --- |
| 2010 |                                     |                                                                         | 21e 50m vrije slag 22e 100m vrije slag 35e 50m rugslag 31e 100m rugslag 25e 200m rugslag               | 33e 50m vrije slag 44e 100m vrije slag 16e 50m rugslag 24e 100m rugslag | |
| 2011 |                                     | 25e 50m rugslag 37e 100m rugslag                                        | |                                                                         | 8e 50m vrije slag · 9e 100m vrije slag · 19e 200m vrije slag · 5e 100m rugslag · 4e 4x200m vrije slag · 4x100m wisselslag                    |
| 2012 | 35e 50m vrije slag 41e 100m rugslag |                                                                         | geen deelname                                                                                          |                                                                         | |
| 2013 |                                     | 40e 50m vrije slag 30e 100m vrije slag 10e 50m rugslag 20e 100m rugslag | |                                                                         | |
| 2014 |                                     |                                                                         | 37e 50m vrije slag 20e 100m vrije slag 35e 200m vrije slag 12e 4x100m vrije slag 13e 4x200m vrije slag | geen deelname                                                           | |
| 2015 |                                     | 100m vrije slag · 11e 200m vrije slag · 27e 50m rugslag                 | |                                                                         | 6e 50m vrije slag · 100m vrije slag · 200m vrije slag · 5e 100m rugslag · 4e 4x100m vrije slag · 6e 4x200m vrije slag · 4e 4x100m wisselslag |